# Тумук-Умак
Тумук-Умак, Тумукумакі (фр. Monts Tumuc Humac, порт. Serra do Tumucumaque) — гірський хребет, східна частина Гвіанського нагір'я.
Хребет розташований на півночі Бразилії та на півдні Суринаму і Французької Гвіани. Найвища точка (701 м) знаходиться в штаті Амапа, також є найвищою точкою цього штату. 
На схилах хребта беруть початок прикордонні річки Ояпок, що протікає по межі Французької Гвіани та Бразилії, і Мароні , що розділяє Французьку Гвіану та Суринам.
Хребет Тумук-Умак покритий в основному лісами, незважаючи на невеликі висоти, місцевість важкодоступна і малонаселена. У бразильській частині Тумукумаку в 2002 році створений однойменний національний парк (38,9 тис. км²).